# Giải vô địch bóng đá nữ U-17 châu Phi 2008
Giải vô địch bóng đá nữ U-17 châu Phi 2008 diễn ra nhằm xác định đội tuyển của khu vực châu Phi tham dự Giải vô địch bóng đá nữ U-17 thế giới. Nigeria và Ghana giành vé dự Giải vô địch bóng đá nữ U-17 thế giới 2008.

## Vòng sơ loại
| Đội 1    | TTS  | Đội 2      | Lượt đi | Lượt về |
| -------- | ---- | ---------- | ------- | ------- |
| Liberia  | w/o1 | Bénin      | —       | —       |
| Guinée   | 0–12 | Nigeria    | 0–5     | 0–7     |
| Cameroon | w/o1 | Namibia    | —       | —       |
| Nam Phi  | w/o1 | Botswana   | —       | —       |
| Zambia   | 0–6  | Ghana      | 0–2     | 0–4     |
| Zimbabwe | w/o1 | CHDC Congo | —       | —       |

- 1 Bénin, Namibia, Botswana, CHDC Congo bỏ cuộc trước lượt đi. Liberia, Cameroon, Nam Phi, Zimbabwe lọt vào vòng sau.

## Vòng một
| Đội 1    | TTS  | Đội 2      | Lượt đi | Lượt về |
| -------- | ---- | ---------- | ------- | ------- |
| Liberia  | w/o1 | Nigeria    | —       | —       |
| Cameroon | 3–0  | Nam Phi    | 2–0     | 1–0     |
| Ghana    | 11–0 | CHDC Congo | 8–0     | 3–0     |

- 1 Liberia bỏ cuộc trước lượt đi. Nigeria lọt vào vòng sau.

## Vòng hai
| XH | Đội      | Tr | T | H | T | BT | BB | HS | Đ | Lên hay xuống hạng                         |
| -- | -------- | -- | - | - | - | -- | -- | -- | - | ------------------------------------------ |
| 1  | Nigeria  | 4  | 2 | 1 | 1 | 8  | 4  | +4 | 7 | Giải vô địch bóng đá nữ U-17 thế giới 2008 |
| 2  | Ghana    | 4  | 2 | 0 | 2 | 6  | 7  | −1 | 6 | Giải vô địch bóng đá nữ U-17 thế giới 2008 |
| 3  | Cameroon | 4  | 1 | 1 | 2 | 4  | 7  | −3 | 4 |                                            |

| 1 tháng 6 năm 2008  |     |          |         |
| Cameroon            | 1–1 | Nigeria  | Yaoundé |
| 6 tháng 6 năm 2008  |     |          |         |
| Nigeria             | 4–2 | Ghana    | Abuja   |
| 14 tháng 6 năm 2008 |     |          |         |
| Ghana               | 1–2 | Cameroon | Accra   |
| 22 tháng 6 năm 2008 |     |          |         |
| Nigeria             | 3–0 | Cameroon | Abuja   |
| 28 tháng 6 năm 2008 |     |          |         |
| Ghana               | 1–0 | Nigeria  | Accra   |
| 5 tháng 7 năm 2008  |     |          |         |
| Cameroon            | 1–2 | Ghana    | Yaoundé |